# Paul Dumerich
Paul Dumerich (auch: Paul Dummrich, Paulus Dummerich, latinisiert: Paulus Dumerichius; * 28. Januar 1527 in Halle (Saale); † 19. Juli 1583 in Erfurt) war ein deutscher Lehrer, Philologe, Mathematiker und Hochschullehrer.

## Leben
Er wurde am 23. April 1543 an der Universität Wittenberg immatrikuliert und studierte bei Philipp Melanchthon. Am  14. August 1550 erwarb er den akademischen Grad eines Magisters und wurde am 15. Juni 1552 in den Senat der philosophischen Fakultät aufgenommen. Im Wintersemester 1558/59 trat er deren Dekanat mit seiner heute einzig erhaltenen Schrift an.
1561 ging er nach Erfurt und wurde dort 1562 vom Magistrat der Stadt Erfurt zum ersten Rektor des 1561 gegründeten evangelischen Ratsgymnasiums berufen. Für dieses hatte er den ersten Lehrplan erstellt und die Disziplinarordnung ausgearbeitet. Dieses Amt übte er mit einer Unterbrechung in den Jahren 1571 bis 1575 bis zu seinem Tode aus.
Ab 1564 lehrte er zudem als Professor an der Universität Erfurt Dialektik, Ethik und Mathematik, später auch Altgriechisch.
In seinen letzten Lebensjahren schwanden immer mehr seine Kräfte, so dass er sich als Rektor von einem Teil seiner Amtsgeschäfte trennen musste. Er verstarb unverheiratet und wurde in der Michaeliskirche beigesetzt, wo man ihm danach ein Epitaph errichtete.

## Schriften
- De congressu Bononiensi Caroli Imperatoris et Clementis Pontificis oratio. Wittenberg 1559 (Online)